# Manfred Schollmeyer
Manfred Schollmeyer (* 17. Juli 1939 in Mühlhausen/Thüringen) ist ein deutscher Gynäkologe, Geburtshelfer und Heimatforscher, der zur Stadtgeschichte von Oschatz publiziert.

## Leben und Wirken
Manfred Schollmeyer wurde 1939 als Sohn des Arbeiters Aloysius Ferdinand Schollmeyer und dessen Ehefrau Anna in Mühlhausen/Thüringen geboren. Er besuchte die Grundschule in Mühlhausen/Thüringen und Heiligenstadt und erlernte im VEB Obertrikotagenwerk „Einheit“ Mühlhausen den Beruf eines Flachstrickers, den er mit der Facharbeiterprüfung 1956 erfolgreich abschloss. 1956 wurde er an der Arbeiter- und Bauernfakultät Jena aufgenommen und erreichte dort 1959 das Abitur. Seit 1960 war er mit der Krankenschwester Sieglinde Röhl (1940–2019) verheiratet. Das Paar hat drei Kinder.
Nach einem praktischen Jahr in den Universitätskliniken Jena 1959–1960 studierte Schollmeyer an der Friedrich-Schiller-Universität Jena von 1960 bis 1966 Humanmedizin und setzte 1966 seine Ausbildung zum Facharzt für Frauenheilkunde am Kreiskrankenhaus Pößneck und an der Frauenklinik der Friedrich-Schiller-Universität Jena fort. An der Universitätsfrauenklinik wurde er 1969 bei Wilfried Möbius promoviert und legte 1971 die Facharztprüfung ab. Als Facharzt für Gynäkologie und Geburtshilfe arbeitete Schollmeyer von 1971 bis 1974 am Kreiskrankenhaus Pößneck, wurde dort zum Oberarzt ernannt und übernahm am 18. November 1974 die Chefarztstelle am Kreiskrankenhaus Oschatz, die er bis zum 31. Dezember 2004 innehatte. In dieser Zeit regte er den Neubau einer Frauenklinik an (erbaut 1978–1980), führte 1981 an der Oschatzer Frauenklinik die minimalinvasive diagnostische und operative Laparoskopie und 1985 das Rooming-in-System ein. Sein berufliches Interesse galt in besonderer Weise der Weiterentwicklung der minimalinvasiven diagnostischen und operativen Verfahren in der Gynäkologie. Von 1993 bis 2004 war er Vorsitzender des Vereins Oschatzer Frauenärzte.
Schollmeyer war sehr an der Oschatzer und sächsischen Medizingeschichte interessiert, beschrieb 1981 mit Sylvia Schön erstmals die Geschichte des Oschatzer Krankenhauswesens und publizierte 2001 gemeinsam mit seinem Sohn Thoralf Schollmeyer das Buch „Georg Kelling und die sächsischen Wurzeln der Laparoskopie – 100 Jahre Laparoskopie (1901–2001)“. Zudem war er an der Ausarbeitung der Geschichte des Oschatzer Krankenhauses beteiligt, zu dessen 100. und 110. Geburtstag er zwei umfangreiche Bände publizierte. Seit 2004 engagiert er sich als Mitglied und Vorstandsmitglied im „Oschatzer Geschichts- und Heimatverein e. V.“ und veröffentlichte zahlreiche Arbeiten zur Oschatzer Stadtgeschichte. Die Buchreihe „Oschatzer Persönlichkeiten“ widmet sich mit Oschatz verbundenen Persönlichkeiten wie dem Wagenbauer Ernst Friedrich Pfitzner, dem Frauenarzt Rudolf Vollmann und dem Heimatmaler Artur Moritz. Ein weiteres wiederkehrendes Thema sind „Oschatzer Ansichten“, in denen er teils historische Ansichten, teils Zeugen der Stadtgeschichte wie Steinmetzsteine, Schlusssteine und Hausinschriften zu Chronologien zusammengefasst hat. Daneben publizierte er bisher nur handschriftlich vorliegende Chroniken von Oschatz wie die des Bäckermeisters Friedrich August Knape. Die 1631 posthum veröffentlichte „Anatomia Sambuci“ Martin Blochwitz’ übertrug er aus dem Deutsch der Frühen Neuzeit in eine verständliche Schriftsprache, bearbeitete das Werk mit 322 Fußnoten und publizierte es unter dem Titel „Die Anatomie des Holunders und seine medizinische Anwendung“, wofür er 2015 eine Ehrenurkunde beim Sächsischen Landespreis für Heimatforschung erhielt. Für sein entstandenes „ebenso vielseitiges wie tiefgründiges Lebenswerk“ wurde Schollmeyer im Dezember 2019 mit einem Ehrenpreis beim Ur-Krostitzer Jahresring geehrt, da er laut Laudator und Jurymitglied Rudolf Boch Heimatgeschichte „vorzüglich historisch aufgearbeitet“ habe.
Die Stadt Oschatz würdigte am 4. März 2020 die heimatgeschichtliche Arbeit von Manfred Schollmeyer mit der Eintragung in das Ehrenbuch der Stadt.

## Ehrungen
- Hans-Frangenheim-Preis der Arbeitsgemeinschaft Gynäkologische Endoskopie e. V. (2001)
- Heimatpreis für Geschichte der Region Torgau-Oschatz (2013)[7][8]
- Sächsischer Landespreis für Heimatforschung – Ehrenurkunde (2015)[9]
- Ur-Krostitzer Jahresring – Kategorie „Lebenswerk“ (2019)[10]
- Eintragung in das Ehrenbuch der Stadt Oschatz (2020).[11]

## Schriften (Auswahl)
- Die Hyperemesis gravidarum im Krankengut der Universitäts-Frauen-Klinik Jena von 1946 bis 1968. Diss. v. 17. Dez. 1969, Hochschulschrift, Jena, Med. Fakultät, 1969.
- 100 Jahre Oschatzer Krankenhaus in alten und neuen Bildern. Kreiskrankenhaus Oschatz, 1995.
- Collm Klinik Oschatz. Verein Oschatzer Frauenärzte e. V., 1999.
- zusammen mit Thoralf Schollmeyer: Georg Kelling und die sächsischen Wurzeln der Laparoskopie: 100 Jahre Laparoskopie (1901–2001). Verein Oschatzer Frauenärzte, 2001, ISBN 978-3-00-008382-2.
  - Georg Kelling (1866–1945): the root of modern day minimal invasive surgery. A forgotten legend? Arch Gynecol Obstet, 2007;276(5):505-9. (Springer)
  - Georg Kelling und die sächsischen Wurzeln der Laparoskopie. Ärzteblatt Sachsen, 11/2001, S. 522–524.
- zusammen mit Petra Meyer: Extragenitale Befunde bei der gynäkologischen Laparoskopie. (S. 163 ff.) Ultrazision im Rahmen der gynäkologischen Laparoskopie. (S. 169 ff.) in Liselotte Mettler (Hrsg.): Endoskopische Abdominalchirurgie in der Gynäkologie. Schattauer Verlag, 2002, ISBN 978-3-7945-1965-1
- zusammen mit Thoralf Schollmeyer, Kurt Semm, Liselotte Mettler: „Historical Perspective“ S. 3 in Thoralf Schollmeyer, Liselotte Mettler, Dawn Rüther, Ibrahim Alkatout: „Practical Manual for Laparoscopic & Hysteroskopic Gynecological Surgery“. Jaypee Brothers Medical Publisher, 2013, ISBN 978-93-5090-283-7
- zusammen mit Cornelia Höschel: Die Protokolle des Krankenhausausschusses des Stadtrates zu Oschatz 1895–1935. Verein Oschatzer Frauenärzte e. V., 2005.
- zusammen mit Ellen Strauch: Die Geschichte des Oschatzer Krankenhauses 1895 bis 2005. Collm Klinik Oschatz GmbH, 2005.
- zusammen mit Gabriele Teumer, Gerhard Heinz, Oschatzer Geschichts- und Heimatverein (Hrsg.): Oschatzer Ansichten aus dem 16. bis 19. Jahrhundert. Sax-Verlag, Beucha 2008., ISBN 978-3-86729-034-0
- Oschatzer Ansichten – Friedrich August Knape-Chronik der Stadt Oschatz von 1860 bis 1901. Oschatzer Geschichts- und Heimatverein e. V., 2010.
- Oschatzer Ansichten – Zeugen der Stadtgeschichte. Oschatzer Geschichts- und Heimatverein e. V., 2011.
- Oschatzer Geschichte(n),Verhaftet, verurteilt, amnestiert, rehabilitiert – Das Schicksal des Oschatzer Bäckermeisters Kurt Preiß. Oschatzer Geschichts- und Heimatverein e. V., 2012.
- Oschatzer Ansichten – Cafés, Hotels, Gastwirtschaften, Kneipen und Spelunken. Oschatzer Geschichts- und Heimatverein e. V., 2013.
- Oschatzer Ansichten – Die Anatomie des Holunders und seine medizinische Anwendung, aufgeschrieben von dem sächsischen Arzt Dr. Martin Blochwitz (1602–1629). Oschatzer Geschichts- und Heimatverein e. V. und Holunder Wunderwelt Obstbau Christandl Feldbach, Österreich, 2014, ISBN 978-3-00-046798-1.
- Oschatzer Geschichte(n), Der Erste Weltkrieg 1914–1918 – Das Kriegstagebuch des Oschatzer Gastwirts Albert Wiesemann. Oschatzer Geschichts- und Heimatverein e. V., 2014.
- Oschatzer Ansichten – Erinnerungen an das 1. Königlich Sächsische Ulanen-Regiment Nr. 17. Oschatzer Geschichts- und Heimatverein e. V., 2016.[12]
- Agathe Zeis (1840–1887) – Gründerin der Heinrichsthaler Milchwerke, Mutter des Deutschen Camembert. Heinrichsthaler Milchwerke GmbH Radeberg, 2017.
- zusammen mit Dana Bach: Oschatzer Geschichte(n), Auf den Spuren berühmter Oschatzer Persönlichkeiten – Ernst Friedrich Pfitzer. Oschatzer Geschichts- und Heimatverein e. V., 2019.
- zusammen mit Dana Bach: Oschatzer Geschichte(n): Auf den Spuren berühmter Oschatzer Persönlichkeiten – Artur Moritz – Sächsischer Heimatmaler. Oschatzer Geschichts- und Heimatverein e. V., 2019.
- Oschatzer Geschichte(n), Auf den Spuren berühmter Oschatzer Persönlichkeiten – Rudolf Vollmann. Oschatzer Geschichts- und Heimatverein e. V., 2019.
- Oschatz Gestern & Heute. Sutton-Verlag, Erfurt 2020, ISBN 978-3-96303-153-3.
- Der Heimatkalender Oschatz 2021 – Nichts bleibt wie es ist; Herausgeber: Fotostudio Corinna Oschatz
- Der Heimatkalender Oschatz 2022 – Oschatz im Wandel der Zeit; Herausgeber: Fotostudio Corinna Oschatz
- Der Heimatkalender Oschatz 2023 – Oschatz im Wandel der Zeit; Herausgeber: Fotostudio Corinna Oschatz
- zusammen mit Dana Bach: Oschatzer Ansichten – Zeugen der Stadtgeschichte – Denkmale, Gedenksteine, Gedenktafeln, Plastiken, Symbole, Oschatzer Geschichts- und Heimatverein e. V., 2022.
- Wanderungen im Oschatzer Land – Ein Wanderführer, Oschatzer Geschichts- und Heimatverein e. V., 2024.